# Movimento 4B
Il Movimento 4B è un movimento femminista, nato in Corea del Sud, che rifiuta gli uomini. Il boicottare le relazioni con gli uomini è visto come un modo per denunciare il patriarcato e proteggere se stesse.

## Storia
Il movimento nasce verso il 2010 ma la sua popolarità aumenta notevolmente dopo il brutale assassinio di una donna nella Stazione di Gangnam. L'aggressore, un uomo di 34 anni, aveva pugnalato una donna a caso, giustificando il suo atto con l'affermazione: "L'ho fatto perché le donne mi hanno sempre ignorato.". L'assassinio ebbe un grande impatto su molte donne coreane che già soffrivano nel vivere in una società considerata non egualitaria. Alcuni affermano inoltre che la pubblicazione, avvenuta sempre nel 2016, del famoso romanzo coreano Kim Ji-Young, nata nel 1982 abbia rafforzato l'indignazione sociale relativa al modo in cui sono trattate le donne in Corea.
Nel 2024, a causa della campagna elettorale e dell'elezione di Donald Trump, il movimento ha suscitato molto interesse anche negli Stati Uniti.

## Contesto sociale
Il movimento mascolinista è particolarmente forte in Corea. Alcuni studi hanno stimato che circa il 60% dei giovani uomini è contro il femminismo, questa attitudine ha portato ad alcune manifestazioni violente in luoghi pubblici. Nel 2022 Yoon Suk-yeol, candidato alle presidenziali, aveva promesso, durante la sua campagna elettorale, di abolire il Ministero per l'eguaglianza di genere.
Secondo il Global Gender Gap Report del 2023, pubblicato dal World Economic Forum (WEF), la Corea del Sud si è posizionata al 105° posto su 146 Paesi in tutto il mondo. Sempre nel 2023 l'Organizzazione per la cooperazione e lo sviluppo economico (OCDE) ha calcolato che la differenza salariale fra uomini e donne in Corea del sud è di circa 30% contro una media europea di circa 12%. L'organizzazione non governativa Human Rights Watch ha riportato nel 2025 che la Corea del sud è : "... il peggior posto in cui lavorare per una donna tra i 29 paesi OCSE ...". Molto grave in Corea del sud è anche la criminalità sessuale digitale, la pornografia "deepfake" e il fenomeno del Upskirt.

## I 4 principi
Il movimento si basa su 4 principi che iniziano tutti con "bi" che in coreano significa "no":
- non avere relazioni sessuali con uomini (bisekseu)
- non avere figli (bichulsan)
- non uscire con uomini (biyeonae)
- non sposarsi con uomini (bihon).